# Weidach- und Zettachwald
Weidach- und Zettachwald ist ein mit Verordnung des Regierungspräsidiums Stuttgart vom 30. November 1990 ausgewiesenes Naturschutzgebiet mit der Nummer 1.173.

## Lage
Das Naturschutzgebiet befindet sich im Naturraum Filder. Es liegt auf dem Gebiet der Landeshauptstadt Stuttgart zwischen Fasanenhof (Stadtbezirk Möhringen) und Steckfeld (Stadtbezirk Plieningen) und ist Teil des FFH-Gebiets Nr. 7321-341 Filder. Neben dem Weidach- und Zettachwald schließt das Gebiet einen Talabschnitt der Körsch sowie zwei Streuobstgebiete mit ein. Im Naturschutzgebiet liegt der Schonwald Weidach. Der Schonwald mit der Schutzgebietsnummer 200084 hat eine Größe von 12,2 Hektar und wurde durch Verordnung der Forstdirektion Tübingen vom 12. Februar 2002 ausgewiesen.

## Schutzzweck
Laut Verordnung ist der Schutzzweck die Sicherung und Erhaltung eines ökologisch und biologisch wertvollen vielgestaltigen Mosaiks von Lebensräumen für eine Vielzahl von zum Teil seltenen, schutzbedürftigen Pflanzen- und Tierarten sowie eines landschaftlich reizvollen herausragenden Teiles der Kulturlandschaft.

## Flora und Fauna
In den lichten Laubwäldern des Gebiets sowie an den Ufersäumen der Körsch gedeiht der besonders geschützte Blaustern. Es kommt auch die Orchideenart Breitblättrige Stendelwurz vor. Aus der Tierwelt müssen die Arten Sumpfspitzmaus, Wasserspitzmaus und Großer Abendsegler hervorgehoben werden.